# TMC (televisiezender)
TMC (Télé Monte Carlo) is een Monegaskische televisiezender, die uitzendt sinds 19 november 1954.

## Geschiedenis
TMC is een van de oudste private televisiekanalen in Europa, in 1954 geopend door Reinier III van Monaco. Het was uitsluitend bedoeld als kanaal voor de uitzendingen van de prinselijke familie, later - als gevolg van een deal tussen Reinier III en de toenmalige Franse president François Mitterrand - werd het uitzendgebied uitgebreid met delen van Frankrijk. Het aantal kijkers steeg flink en de doelgroep werd verbreed.
Het kanaal was oorspronkelijk in handen van de regering van Monaco, sinds 2010 heeft het Franse TF1 Group een meerderheidsbelang.

## Programma's
- Downton Abbey
- Saving Grace
- Les filles d'à côté
- Undercover Boss
- MacGyver
- The A-Team
- Law & Order
- Alarm für Cobra 11 - Die Autobahnpolizei
- Army Wives
- Extreme Makeover: Home Edition
- Eleventh Hour
- Agatha Christie's Poirot
- The Case-Book of Sherlock Holmes
- Psych